# Шони (округ)
Шони́ (англ. Shawnee County) — округ в штате Канзас, США. Официально образован в 1855 году. По состоянию на 2013 год, численность населения составляла 178 831 человек.

## География
По данным Бюро переписи США, общая площадь округа равняется 1440,87 км², из которых 1424,035 км² — суша и 16,835 км² или 1,17 % — это водоёмы.

## Население
По данным переписи населения 2000 года в округе проживает 169 871 жителей в составе 68 920 домашних хозяйств и 44 660 семей. Плотность населения составляет 119,00 человек на км2. На территории округа насчитывается 73 768 жилых строений, при плотности застройки около 52,00-х строений на км2. Расовый состав населения: белые — 82,89 %, афроамериканцы — 9,03 %, коренные американцы (индейцы) — 1,17 %, азиаты — 0,95 %, гавайцы — 0,04 %, представители других рас — 3,20 %, представители двух или более рас — 2,72 %. Испаноязычные составляли 7,26 % населения независимо от расы.
В составе 30,70 % из общего числа домашних хозяйств проживают дети в возрасте до 18 лет, 49,60 % домашних хозяйств представляют собой супружеские пары проживающие вместе, 11,60 % домашних хозяйств представляют собой одиноких женщин без супруга, 35,20 % домашних хозяйств не имеют отношения к семьям, 29,80 % домашних хозяйств состоят из одного человека, 10,00 % домашних хозяйств состоят из престарелых (65 лет и старше), проживающих в одиночестве. Средний размер домашнего хозяйства составляет 2,39 человека, и средний размер семьи 2,98 человека.
Возрастной состав округа: 25,30 % моложе 18 лет, 8,80 % от 18 до 24, 28,40 % от 25 до 44, 23,70 % от 45 до 64 и 23,70 % от 65 и старше. Средний возраст жителя округа 37 лет. На каждые 100 женщин приходится 93,80 мужчин. На каждые 100 женщин старше 18 лет приходится 90,00 мужчин.
Средний доход на домохозяйство в округе составлял 40 988 USD, на семью — 51 464 USD. Среднестатистический заработок мужчины был 35 586 USD против 26 491 USD для женщины. Доход на душу населения составлял 20 904 USD. Около 6,30 % семей и 9,60 % общего населения находились ниже черты бедности, в том числе — 12,30 % молодёжи (тех, кому ещё не исполнилось 18 лет) и 7,10 % тех, кому было уже больше 65 лет.